# Lipoptena axis
Lipoptena axis är en tvåvingeart som beskrevs av Maa 1969. Lipoptena axis ingår i släktet Lipoptena och familjen lusflugor. Inga underarter finns listade i Catalogue of Life.